# Ministerstwo Środowiska Republiki Litewskiej
Ministerstwo Środowiska Republiki Litewskiej (lit.: Lietuvos Respublikos aplinkos ministerija) – litewski urząd administracji rządowej utworzony w 1998 roku.

## Zadania Ministerstwa
- Wdrożenie polityki dotyczącej zmian klimatu w celu zmiany wzorców konsumpcji, zwiększenia efektywności energetycznej i promowania wykorzystania odnawialnych źródeł energii i technologii,
- promowanie i zachowanie różnorodności biologicznej Litwy,
- zwiększenie efektywności zarządzania i odpowiedzialnie korzystanie z finansów publicznych[2].

## Lista ministrów środowiska
| Imię i nazwisko      | Data rozpoczęcia i zakończenia pełnienia funkcji | Data rozpoczęcia i zakończenia pełnienia funkcji |
| -------------------- | ------------------------------------------------ | ------------------------------------------------ |
| Algis Čaplikas       | 05.06.1998                                       | 03.05.1999                                       |
| Danius Lygis         | 08.04.1999                                       | 30.10.2000                                       |
| Henrikas Žukauskas   | 30.10.2000                                       | 12.07.2001                                       |
| Arūnas Kundrotas     | 12.07.2001                                       | 31.01.2008                                       |
| Artūras Paulauskas   | 31.01.2008                                       | 09.12.2008                                       |
| Gediminas Kazlauskas | 09.12.2008                                       | 13.12.2012                                       |
| Valentinas Mazuronis | 13.12.2012                                       | 26.06.2014                                       |
| Kęstutis Trečiokas   | 17.07.2014                                       | 13.12.2016                                       |
| Kęstutis Navickas    | 13.12.2016                                       | teraz                                            |